# Zaglyptogastra corruscator
Zaglyptogastra corruscator är en stekelart som först beskrevs av Cameron och Embrik Strand 1912.  Zaglyptogastra corruscator ingår i släktet Zaglyptogastra och familjen bracksteklar. Inga underarter finns listade i Catalogue of Life.